# Thripophaga fusciceps
A Thripophaga fusciceps a madarak (Aves) osztályának verébalakúak (Passeriformes) rendjébe és a fazekasmadár-félék (Furnariidae) családjába tartozó faj.

## Rendszerezése
A fajt Philip Lutley Sclater angol ornitológus írta le 1889-ben.

## Alfajai
- Thripophaga fusciceps dimorpha Bond & Meyer de Schauensee, 1941
- Thripophaga fusciceps fusciceps P. L. Sclater, 1889
- Thripophaga fusciceps obidensis Todd, 1925[2]

## Előfordulása
Bolívia, Brazília, Ecuador és Peru területén honos. Természetes élőhelyei a szubtrópusi és trópusi síkvidéki esőerdők, mocsári erdők és lombhullató erdők. Állandó nem vonuló faj.

## Megjelenése
Testhossza 16–18 centiméter, testtömege 23–24 gramm.

## Életmódja
Ízeltlábúakkal táplálkozik.

## Természetvédelmi helyzete
Az elterjedési területe rendkívül nagy, egyedszáma pedig stabil. A Természetvédelmi Világszövetség Vörös listáján nem fenyegetett fajként szerepel.